# Iliupoli
Iliupoli (gr. Ηλιούπολη) – miasto w Grecji, w administracji zdecentralizowanej Attyka, w regionie Attyka, w jednostce regionalnej Ateny-Sektor Centralny. Siedziba i jedyna miejscowość gminy Iliupoli. W 2011 roku liczyło 78 153 mieszkańców. Położone w granicach Wielkich Aten.